# Dr.-W.-Hupkes-Brücke
Die Dr.-W.-Hupkes-Brücke (niederländisch Dr. W. Hupkesbrug) überspannt zwischen den niederländischen Gemeinden Zaltbommel und West Betuwe die Waal, den südlichen Arm des Rheins im Rhein-Maas-Delta. Auf der 1869 errichteten sowie 1947 und 1951 nach Kriegsschäden wiederaufgebauten Fachwerkbrücke verläuft die Bahnstrecke Utrecht–Boxtel. Das Bauwerk befindet sich bei Rhein-Kilometer 933,50 und Kilometer 75,18 der niederländischen Wasserstraße 101 (Rhein–Waal–Boven-Merwede–Beneden-Merwede–Noord).

## Geschichte
Am 18. August 1860 beschloss die niederländische Regierung den Bau von zehn sogenannten Staatslijnen (deutsch Staatslinien), darunter auch die Bahnstrecke von Utrecht nach Boxtel (Staatslijn H). Um 1865 begann man mit dem Bau der zu dieser Bahnstrecke gehörenden Waalbrücke, die am 31. Oktober 1869 eröffnet wurde und eine Gesamtlänge von 863 Metern hatte. Das Bauwerk bestand im Süden beginnend aus drei Öffnungen mit Stützweiten von jeweils 125 Metern als Strombrücke sowie acht Öffnungen mit Stützweiten von jeweils 60 Metern als Vorlandbrücke. Alle Brücken  waren als Stahlfachwerk mit untenliegenden Schienen ausgeführt. Zunächst entstand eine eingleisige Überbrückung, wobei die Pfeiler bereits für eine geplante zweite Brücke ausgelegt waren.
Der Bau einer weiteren Brücke für den zweigleisigen Ausbau des Streckenabschnitts folgte 1932. Diese hatte das gleiche Fachwerk wie die erste Brücke, die Ausfachungen waren aber moderner gestaltet und die Trägerenden senkrecht. Während des Zweiten Weltkriegs wurde die Eisenbahnbrücke mehrfach zerstört. Im Mai 1940 wurden beim Angriff der Wehrmacht auf die Niederlande zwei Hauptbogen vom niederländischen Militär gesprengt. Anschließend wurde eine der beiden Brücken von den deutschen Besatzern repariert, die andere wurde samt ihren acht unbeschädigten Vorbrücken demontiert und als Notbrücke an anderer Stelle genutzt. Eine von der Sprengung verschonte Hauptöffnung wurde beim Transport so stark beschädigt, dass sie nicht weiterverwendet werden konnte. Während der Operation Market Garden 1944 wurde die verbleibende Brücke von der Wehrmacht abermals gesprengt. Dabei wurden sämtliche Hauptöffnungen vernichtet.
Direkt nach Kriegsende begann der Wiederaufbau der westlichen Eisenbahnbrücke, wobei man wegen des Materialmangels größtenteils auf Teile der Konstruktion von 1932 zurückgriff. Schon im Januar 1947 konnte der eingleisige Betrieb der Brücke wieder aufgenommen werden. 1951 folgte die Freigabe des östlichen Brückenzuges. Seitdem ist die Brücke offiziell nach dem Widerstandskämpfer und ehemaligen Direktor der Nederlandse Spoorwegen Willem Hupkes (1880–1965) benannt.
Ab 1933 gab es einige Meter westlich der Eisenbahnbrücke die sogenannte Bommelse Brug (deutsch Brücke von Bommel), die erste Straßenbrücke auf diesem Abschnitt des Flusses. Diese wurde durch die 1993 bis 1996 erbaute Martinus-Nijhoff-Brücke ersetzt und 2007/2008 abgerissen.

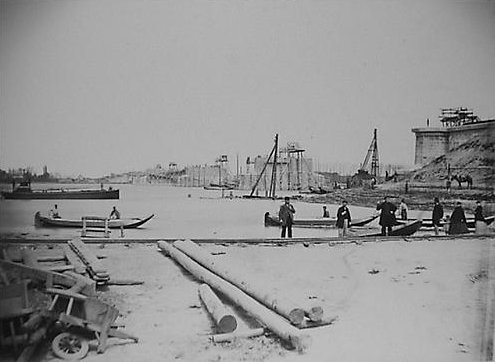
Bau der Brückenpfeiler, 5. Mai 1868
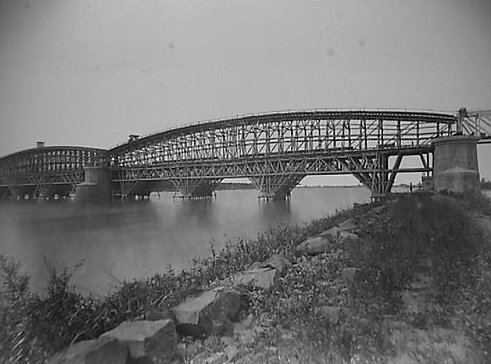
19. Juni 1869
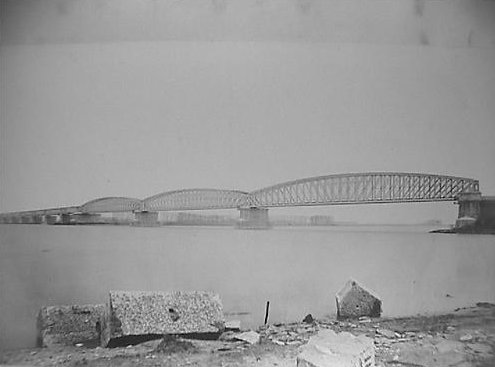
Januar 1870